# Шмидгаден
Шмидгаден (њем. Schmidgaden) општина је у њемачкој савезној држави Баварска. Једно је од 33 општинска средишта округа Швандорф. Према процјени из 2010. у општини је живјело 2.900 становника. Посједује регионалну шифру (AGS) 9376159.

## Географски и демографски подаци
Шмидгаден се налази у савезној држави Баварска у округу Швандорф. Општина се налази на надморској висини од 387 метара. Површина општине износи 41,2 km². У самом мјесту је, према процјени из 2010. године, живјело 2.900 становника. Просјечна густина становништва износи 70 становника/km².